# 畸形

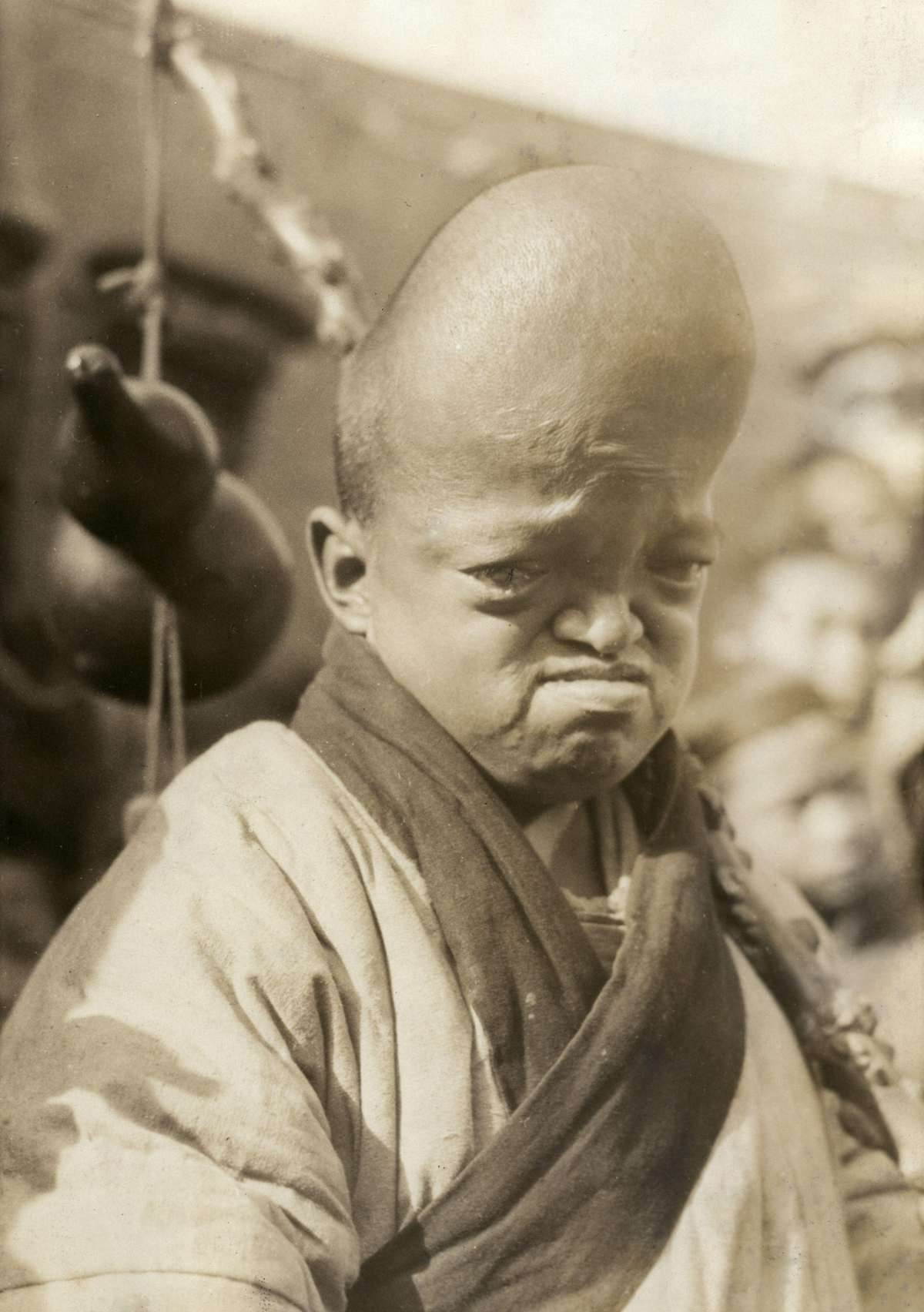
患有颅缝早闭的中国马戏团演员，1927 年

畸形通常指包括人类在内的动物或植物由于先天残疾或发育缺陷等原因产生的与同类异常的外表。

## 原因
- 遗传突变
- 子宫受损
- 人为因素（如中国部分农村睡平头的陋习）